# میثم مجیدی
میثم مجیدی (زاده ۳ آبان ۱۳۶۵ در اراک) یک بازیکن سابق فوتبال اهل ایران است.
وی سابقه عضویت در تیم‌های آلومینیوم اراک، آلومینیوم هرمزگان، استقلال خوزستان، استقلال تهران، صبای قم، الشمال و بادران را در کارنامه دارد. وی در بازی آلومینیوم اراک در مقابل گل گهر سیرجان در تاریخ ۲۶ دی ماه سال ۱۴۰۱ در دقیقه 20 از دنیای فوتبال خداحافظی کرد.
وی پس از پایان دوران فوتبال خود در حال حاضر در شهر اراک زندگی می‌کند. 

## افتخارات
- نایب قهرمانی همراه با استقلال تهران در جام حذفی فوتبال ایران ۹۵–۱۳۹۴
- نایب قهرمانی همراه با استقلال تهران در لیگ برتر فوتبال ایران ۹۶–۱۳۹۵
- نایب قهرمانی همراه با آلومینیوم اراک در جام حذفی فوتبال ایران ۰۱–۱۴۰۰
- قهرمانی همراه با استقلال خوزستان در لیگ برتر فوتبال ایران ۹۵–۱۳۹۴